# تمرد حضرموت
تمرد حضرموت يشير إلى التمرد المستمر الذي شنه تنظيم القاعدة في جزيرة العرب وداعش - ولاية عدن أبين ضد القوات الموالية لرئيس اليمن عبد ربه منصور هادي.

## الخلفية
في 24 أبريل هاجمت قوات الإمارات العربية المتحدة جنبا إلى جنب مع موالي هادي ومقاتلي الحراك الجنوبي العاصمة الفعلية لتنظيم القاعدة في جزيرة العرب في اليمن المكلا وتمكنت من الاستيلاء عليها بعد يوم من القتال العنيف. بعد ذلك انسحبت معظم قوات تنظيم القاعدة في جزيرة العرب إلى محافظة أبين.

## اشتباكات الوادي وغارة على كوتون
بعد يوم واحد من انسحاب تنظيم القاعدة في جزيرة العرب هاجم مقاتلو تنظيم القاعدة في جزيرة العرب اللواء 37 الموالي لهادي في وادي حضرموت والذي أسفر عن مقتل العديد من مقاتلي تنظيم القاعدة في جزيرة العرب وجرح 5 من الموالين. في 27 أبريل وصلت معظم قوات تنظيم القاعدة في جزيرة العرب في حضرموت إلى زنجبار. بعد خمسة أيام من انسحاب تنظيم القاعدة في جزيرة العرب في 30 أبريل قام التحالف السعودي والموالون لهادي بتتبع مقاتلي تنظيم القاعدة في جزيرة العرب في مدينة كوتون خارج المكلا مباشرة واستولوا على معسكر كان تحت سيطرتهم. تم أسر ثمانية من مقاتلي تنظيم القاعدة في جزيرة العرب خلال غارة على كوتون.

## حوادث أخرى
في 4 مايو قتل مقاتل من الحراك الجنوبي وأصيب آخر وتم القبض على 5 من مقاتلي تنظيم القاعدة في جزيرة العرب في غارة عسكرية في مديرية الشحر أحد الأسرى هو سرور العبيدي أمير الشحر. في 9 مايو ألقت وحدة قائد الحراك الجنوبي عمر بن شيخان القبض على أحد قادة المجلس المحلي لحضرمي التابع لتنظيم قاعدة في جزيرة العرب واسمه عبد الله اليزيدي وأحد مساعديه. بعد يوم واحد تم القبض على مام آخر زعيم مجلس علماء السنة والجماعة أحمد بن رعد وفي نفس اليوم ادعى العميد سلمان البحصاني العميد في المنطقة العسكرية الثانية في حضرموت أن القوات العسكرية الحكومية اعتقلت 30 من أفراد تنظيم القاعدة في جزيرة العرب وعثرت على 20 عبوة ناسفة مرتجلة محمولة على السيارات في مدينة المكلا ومنطقة الشحر ومديرية غيل باوزير واستولت على أسلحة ووثائق لتنظيم القاعدة في جزيرة العرب بما في ذلك قوائم المسؤولين المستهدفين بالاغتيال. قال البهساني إن القوات العسكرية استولت على ما لا يقل عن أربعة مخابئ للأسلحة خلفها تنظيم القاعدة في جزيرة العرب بعد أن استعادت قوات التحالف المكلا في 24 أبريل. في 11 مايو قام مسلح ربما من تنظيم القاعدة في جزيرة العرب بتفجير نفسه في موكب قائد المنطقة العسكرية اليمنية الأولى اللواء عبد الرحمن الحليلي بالقرب من القطان. أسفر الهجوم عن إصابة الحليلي و 15 آخرين وقتل 5 جنود ومدنيين اثنين. في 13 مايو قالت حكومة هادي إنها أسرت أكثر من 250 مقاتلا في تنظيم القاعدة في جزيرة العرب بعد المعركة بما في ذلك الزعيم محمد صالح العرابي.

## قتال ميناء خلف
في 12 مايو قام مقاتلون ينتمون إلى داعش بالتنسيق مع تنظيم القاعدة في جزيرة العرب بشن هجوم في ميناء خلف بالقرب من المكلا. بدأ الهجوم عندما فجر انتحاري من داعش يدعى حمزة المهاجر نفسه في قاعدة بحرية في خلف مما أدى إلى مقتل 13 شخصا وإصابة ما لا يقل عن 15 شخصا. أصيب منفذ انتحاري آخر داخل القاعدة واستهدف منفذ ثالث منزل قائد المنطقة العسكرية الثانية فرج سالمين الذي هرب دون أن يصاب بأذى. اشتبكت القوات الحكومية مع المسلحين خارج القاعدة في أعقاب الهجمات. ادعى داعش الهجوم الذي استهدف القوات في نقطة تفتيش القاعدة البحرية ولكن الهجومين الآخرين لا يزالان غير مطالبين. نسبت المصادر الحكومية الهجوم على الحاجز إلى تنظيم القاعدة في جزيرة العرب.

## تفجير مركز الشرطة
في 15 مايو 2016 فجر انتحاري من داعش يدعى أبو البراء الأنصاري نفسه في مركز شرطة المدينة مما أسفر عن مقتل 41 من مجندي الشرطة و 6 من حراس الجيش من رئيس الأمن في حضرموت الجنرال مبارك العوبثاني. أصيب العوبثاني بالإضافة إلى أكثر من 60 شرطيا وجنديا آخر.

## استمرار القتال
في 20 مايو قامت طائرة أمريكية بدون طيار بقتل اثنين من مسؤولي تنظيم القاعدة في جزيرة العرب في مديرية العبر. وفقا لمصدر قبلي استهدفت الغارة الجوية سيارة تحمل اثنين من أفراد قبيلة مهاشما وعلي رفسن الأوباشي ومبارك سالم قيسل الحوير. في 22 مايو شنت القوات الموالية لهادي غارة على معقل لتنظيم القاعدة في جزيرة العرب خارج المكلا أسفرت عن مقتل 13 مقاتلا. بعد ساعة من الغارة قتل 3 مقاتلين من تنظيم القاعدة في جزيرة العرب عندما قاموا بتفجير قنبلة كانوا يستعدون لاستخدامها بالقرب من مكان الغارة. في 3 يونيو استولت قوات النخبة الحضرمية على خلية تابعة لتنظيم القاعدة في جزيرة العرب داخل المكلا. ثلاثة من الرجال الذين تم أسرهم كانوا خبراء متفجرات من باكستان. في 6 يونيو قام مسلحون يشتبه في أنهم ينتمون لتنظيم القاعدة في جزيرة العرب وهم يركبون دراجة نارية باغتيال ضابط الجيش.

## الهجوم على المكلا في يونيو
في 28 يونيو وقعت سبع هجمات منفصلة على الأقل في المكلا. استهدفت الهجمات الجنود اليمنيين الصائمون خلال شهر رمضان لم يمض وقت طويل قبل أن يكونوا على وشك كسر صيامهم. لم يقتصر الهجوم على قتل الجنود فحسب بل أيضا المدنيين الذين كانوا معظمهم من المارة. كان الهجوم الأول هو التفجير الانتحاري. حدث ذلك عندما فجر انتحاري نفسه بعد أن طلب من الجنود إذا كان يمكن أن يأكل معهم. شارك اثنان من الانتحاريين في الهجوم الثاني. اقتربوا أيضا من الجنود قبل أن يهبوا أنفسهم في هجومين منفصلين. وقع الهجوم الرابع عندما فجر انتحاريان آخران أنفسهما عند مدخل معسكر للجيش. أجرى انتحاري آخر طريقه إلى منطقة كان الجنود يستعدون فيها لكسر صومهم وأكلهم. فجر نفسه وتسبب في قدر كبير من الضرر. حدثت تفجيرات أخرى عندما طرح المهاجمون موزعين لتناول الإفطار وقاموا بتسليم الطعام قبل أن يهبوا أنفسهم. كما قيل أن هجمات أخرى وقعت عندما قام المسلحون بإخفاء قنابل في صناديق الطعام كما اقتحم مسلحون آخرون مركز شرطة. اندلعت معارك بالبندقية في جميع أنحاء المدينة. ادعى داعش قابلية الإكراه. أدت جميع الهجمات إلى مقتل أكثر من 43 شخصا من موالي هادي وأصابت 37 شخصا.

### هجمات يوليو ودعوة للاستسلام
في 18 يوليو استهدف اثنان من الانتحاريين نقاط تفتيش حكومية يقودها جنود موالون للرئيس هادي في منطقتي الغبر والبروم في مدينة المكلا مما أسفر عن مقتل 16 جنديا وإصابة 34 آخرين. كما قتل أربعة مدنيين. في 29 يوليو دعا قادة حلفاء حضرموت الموالين لهادي إلى تنظيم القاعدة في جزيرة العرب ومقاتلي داعش إلى تسليم أنفسهم إلى التحالف والسلطات المحلية في غضون فترة أسبوعين وإذا ما فعلوا ذلك فسيتم عفوهم وإصدار عفو عام لهم.

## محاولة القاعدة في جزيرة العرب الاعتداء والاعتداءات الأخرى
في 2 أغسطس حاول تنظيم القاعدة في جزيرة العرب هجوم كبير لاستعادة العاصمة السابقة المكلا لكن قوات الأمن الحكومية التابعة لهادي وقوات التحالف بقيادة السعودية عطلت الهجوم المنسق. حاول مقاتلو تنظيم القاعدة في جزيرة العرب مهاجمة الميناء بالمدفعية والمدافع الرشاشة بينما اقترب آخرون من الميناء بالقوارب. أعتقلت القوات المتحالفة مع هادي بعض المهاجمين لكن آخرين هربوا. في 20 سبتمبر ألقى الموالون لهادي القبض على رجل عمل قاضيا لتنظيم القاعدة في جزيرة العرب خلال حكمهم في المكلا لكنه لم يكشف عن اسمه. في 11 أكتوبر سحقت القوات الموالية لهادي مظاهرة كبيرة للحراك الجنوبي في المكلا دعت إلى الاستقلال في جنوب اليمن. في 21 أكتوبر طائرة أمريكية استهدفت اثنين من مسؤولي تنظيم القاعدة في جزيرة العرب في وادي عبيدة بمحافظة مأرب في 21 أكتوبر. غارة جوية قتلت 5 مقاتلين بما في ذلك عبد الله حسن بامطرف وحسين علوي آل مجوح أبناء قادة تنظيم القاعدة في جزيرة العرب في حضرموت والمكلا. في 28 أكتوبر أحبط الموالون لهادي سطوة في حياة الجنرال فرج سلمان البهساني. في 1 نوفمبر اعتبر مكتب مراقبة الأصول الأجنبية من وزارة الخزانة الأمريكية العومقي وإخوانه للصرافة وشركة صاحبي سعيد صالح عبد ربه العومقي ومحمد صالح عبد ربه العومقي وأعضاء وأنصار المالي من تنظيم القاعدة في جزيرة العرب. قامت وزارة الخزانة الأمريكية بالاشتراك مع دولة الإمارات العربية المتحدة بإغلاق شركة أومجي للصرافة وأصول الأخوة للأمجي والممتلكات والوصول إلى القطاع المالي الأمريكي والإماراتي. استخدم تنظيم القاعدة في جزيرة العرب «أومجي للصرافة» للمعاملات المالية التي بدأت في ديسمبر 2013. قام صندوق سعيد الأومجي بجمع وتجنيد اليمنيين للانضمام إلى التمرد العراقي في عام 2005. يقع الإخوة الأومجي في المكلا.

## قتال البهش وحوادث أخرى
في 8 نوفمبر اشتبكت قوات النخبة الحضرمية مع مسلحين في تنظيم القاعدة في جزيرة العرب في مدينة المكلا الغربية مما أسفر عن مقتل ستة من مقاتلي تنظيم القاعدة في جزيرة العرب واستيلائهم على 4 طائرات حربية أخرى بقيادة السعودية التي دعمت قوات النخبة خلال الاشتباكات. في 9 نوفمبر هاجمت قوات النخبة الحضرمية مسلحين من تنظيم القاعدة في جزيرة البهش بالقرب من بلدة ميفعة هاجر جنوب غرب مدينة المكلا مع طائرات مقاتلة تابعة للتحالف بقيادة السعودية. هاجمت قوات الحضرمي النخبة معقل تنظيم القاعدة في جزيرة العرب في أعقاب تقارير استخباراتية تشير إلى أن مسلحين من تنظيم القاعدة في جزيرة العرب كانوا يعيدون التجمع في بستان البهيش. استمر الصدام تقريبا يوم كامل. ادعى المصدر العسكري أن قوات الحضرمي قتلت أكثر من 30 مسلحا في جزيرة العرب وأسفرت عن سقوط أربعة ضحايا. إلا أن بیانات تنظيم القاعدة في جزيرة العرب بعد یوم واحد قالت إن مزاعم أن قوات النخبة الحضرمية قتلت أکثر من 20 من مقاتلي تنظيم القاعدة في جزيرة العرب في بستان البهش کانت غیر صحیح وزعمت مقتل 28 من مقاتلي قوات النخبة الحضرمية وأفادت بأن التحالف الذي تقوده السعودیة قتلت ثلاثة من مقاتلي تنظيم القاعدة في جزيرة العرب. كما ادعت حسابات وسائل التواصل الاجتماعي أن تنظيم القاعدة في جزيرة العرب قد تعافت من انسحابها من المدن الساحلية في اليمن وأعيد تشكيلها. بعد يوم واحد من الاشتباكات تمكنت قوات النخبة الحضرمية من تعقب المهاجمين وأسرت 11 منهم. في 30 نوفمبر قامت طائرة أمريكية بدون طيار بقتل 3 مقاتلين من تنظيم القاعدة في جزيرة العرب في منطقة العبر. في 8 ديسمبر فرضت وزارة الخزانة الأمريكية عقوبات على مواطنين يمنيين ومؤسسة خيرية مقرها اليمن لدعمها المالي لتنظيم القاعدة في جزيرة العرب. الحسن علي علي أبكر هو قائد في تنظيم القاعدة في جزيرة العرب لمحافظتي مأرب والجوف الذين ينتمون إلى تنظيم القاعدة في جزيرة العرب منذ عام 2015. عبد الله فيصل صادق الأهدل هو زعيم قبلي كبير في محافظة حضرموت شارك في خلية في تنظيم القاعدة في جزيرة العرب في الشاهر بحضرموت ودعم تنظيم القاعدة في جزيرة العرب منذ عام 2009. كان الأهدل أيضا رئيسا لمنظمة رحمة الخيرية التي تقع في الشاهر وعملت كواجهة لتمويل تنظيم القاعدة في جزيرة العرب. في 27 ديسمبر نصب مقاتلو تنظيم القاعدة في جزيرة العرب كمين للمدير العام لمقاطعة شبام في شبام وفرج ناجي وأصابوه وقتل اثنين من مساعديه وشقيقه صالح فرج ناجي وابن عمه.

## تمرد منخفض المستوى وتشكيل ستك ومعركة دوعن
احتج المدنيون على مطار المكلا في 9 يناير 2017 ردا على الاعتقالات التعسفية المزعومة التي قامت بها قوات النخبة الحضرمية. قيل إن قوة النخبة الحضرمية اتهمت المعتقلين بالقيام بأنشطة إرهابية. يدعو المتظاهرون الإمارات العربية المتحدة إلى ضمان الإفراج عن المعتقلين الأبرياء. أصدر المسؤولون اليمنيون تصريحات متناقضة رفضت تقديم أدلة على اعتقال المشتبه فيهم ونفت في بعض الأحيان وجود المحتجزين. كما عرقلت الميليشيات القبلية الطريق الرئيسي الذي يربط عتق بمحافظة شبوة بالمكلا للاحتجاج على الاعتقالات. في 3 مارس 2017 اعترضت قوات يشتبه في أنها تنظيم القاعدة في جزيرة العرب على نقطة تفتيش يسيطر عليها رجال القبائل الموالية لهادي في مديرية دوعن مما أسفر عن مقتل 4 أشخاص وإصابة 2 آخرين ثم تراجعت في وقت لاحق دون أن يصابوا بأذى. في 14 مارس قتلت طائرة أمريكية بدون طيار مسؤولين في تنظيم القاعدة في جزيرة العرب كانا أيضا شعراء وهما أبو جندال الحضرمي وأبو هاشم الشروري في منطقة العبر. في 15 مارس هاجمت قوات تنظيم القاعدة في جزيرة العرب قوات النخبة الحضرمية في مديرية الضليعة مما أسفر عن إصابة 3 أشخاص وتراجع في وقت لاحق دون أن يصابوا بأذى. في 27 مارس استولت قوات النخبة الحضرمية على قائد تنظيم القاعدة في جزيرة العرب قاسم الريمي الذي عمل أيضا أميرا لحضرموت في تنظيم القاعدة في جزيرة العرب أبو علي الصياري في وسط حضرموت. تم القبض على 3 من مساعديه وقتل اثنان آخران من بينهم مسؤول وهو حثيفة الغيلي. في 22 أبريل قام قائد آخر في تنظيم القاعدة في جزيرة العرب باستيلائه في المكلا على يد قوات النخبة الحضرمية يدعى أحمد سعيد عوض بارحمة الذي كان يعرف أيضا باسم الزرقاوي إشارة إلى أبو مزاب الزرقاوي زعيم القاعدة في العراق. عمل كأمير للمكلا لتنظيم القاعدة في جزيرة العرب. في 23 أبريل هاجم مسلحون من تنظيم القاعدة في جزيرة العرب قوات النخبة الحضرمية في دوعن مما أسفر عن مقتل 2. في هذه الأثناء احتفل سكان مدينة المكلا بالذكرى السنوية الأولى لتحرير المدينة من تنظيم القاعدة في جزيرة العرب في 24 أبريل. في 3 مايو هدد حاكم حضرموت أحمد بن بريك بالانفصال عن الحكومة اليمنية برئاسة الرئيس عبد ربه منصور هادي إذا فشلت الحكومة في تحقيق السلام مع كتلة الحوثي-صالح. يتزامن بيان بن بريك في 3 مايو مع الاحتجاجات الجارية في عدن ضد قرار الرئيس هادي بإبعاد حاكم عدن عيدروس الزبيدي وهو زعيم بارز في الحراك الجنوبي. بين 5 و 7 مايو اندلع القتال في منطقة دوعن بين قوات تنظيم القاعدة في جزيرة العرب وقوات النخبة الحضرمية مما أدى إلى الاستيلاء على المنطقة من قبل تنظيم القاعدة في جزيرة العرب وتدمير معسكر للجيش في المنطقة. لم ترد تقارير عن وقوع إصابات. في 10 مايو فجر انتحاري من تنظيم القاعدة في جزيرة العرب نفسه في دوعن مما أسفر عن مقتل أكثر من واحد ضمن قوات النخبة الحضرمية وجرح 7 آخرين. في 12 مايو أفيد بأن القوات الموالية لهادي التي تم حشدها في منطقة العبر لمواجهة القوات الموالية لحركة النخبة الحاكمة. في 18 مايو اتهم حاكم حضرموت الموالين لهادي في المنطقة بدعم تنظيم القاعدة في جزيرة العرب. في 23 مايو أطلق سراح 18 سجينا متهمين بدعم تنظيم القاعدة في جزيرة العرب بأمر من حاكم حضرموت.

## القتال في دوعن وغيرها من الحوادث
في 12 يونيو هاجمت قوات تنظيم القاعدة في جزيرة العرب قاعدة قوات النخبة الحضرمية في دوعن وتبع ذلك قتال عنيف. كانت قوة النخبة الحضرمية تدعي أنها قتلت أكثر من 10 مقاتلي تنظيم القاعدة في جزيرة العرب وألقت القبض على عشرات آخرين ولكن اثنين من جنودها قتلوا وجرح 16 آخرون. ادعى مسؤولو قوات النخبة الحضرمية أن «المهاجمين فجروا سيارتين مفخختين خارج المخيم لكن جنودنا أحبطوا الهجوم واستطاعوا تأمين المخيم ونحن ما زلنا نواصل أولئك الذين فروا من المزارع المجاورة».